# Theridion quadratum
Theridion quadratum är en spindelart som först beskrevs av O. Pickard-Cambridge 1882.  Theridion quadratum ingår i släktet Theridion och familjen klotspindlar. Inga underarter finns listade i Catalogue of Life.